# گلوباس
گلوباس (انگلیسی: Globus) شرکت خرده‌فروشی آلمانی است، که در سال ۱۸۲۸ توسط فرانتس بروش تأسیس شد و هم‌اکنون مالک شبکه‌ای از ۱۶۵ شعبه هایپرمارکت در اروپا می‌باشد.